# 代号十三钗
《代号十三钗》，是浙江绿城文化传媒有限公司出品的一部谍战年代电视剧。讲述了中国抗日战争时期，代号“十三钗”的女子别动队在日伪占领的上海市抗日锄奸的故事。2011年10月5日在杭州开机，2012年4月26日在浙江绍兴电视台播出，随后在江苏、上海、浙江等九个地方地面频道热播，取得不俗的收视率，12月1日起在上星频道山东卫视播出。2013年5月5日起，在东南卫视、广西卫视、湖北卫视、山西卫视黄金时段进行第二轮上星播出。

## 剧情概要
抗日战争初期，由于军统上海站站长侯坤的投敌，上海站几乎全军覆没。顾雪峰受命成为新任站长，赴上海组建代号“十三钗”的女子别动队，但十三钗中的“一号钗”始终未能找到。共产党员郭春光受中共地下组织指派，与十三钗建立了联系，并救下了军统上海站副站长万木林，取得了军统的信任。郭春光利用牙医的身份做掩护，与十三钗并肩作战。十三钗队长李凤凰身手不凡，在她的率领下令上海滩的日伪们望风丧胆。
为夺取日军的“蒲公英计划”，十三钗与日伪们斗智斗勇。而顾雪峰与大汉奸邹博庵之间的师生关系，上海第一交际花，武田正治的座上客徐子晏的神秘身份，更是迷雾重重。顾雪峰被捕后，经不起诱惑，投靠了日本人，令十三钗处于严重的危机之中。在与十三钗的并肩战斗和相处中，郭春光树立起了威信，也赢得了李凤凰的信任。郭春光领导十三钗逃过了日军的追杀和陷阱，成功得到日军的“蒲公英计划”，破坏了天长节的举行……

## 演员
| 演員   | 角色   | 简介                           | 备注   |
| ------ | ------ | ------------------------------ | ------ |
| 韩 雪  | 李凤凰 | 十三钗女子别动队队长，身手矫健 | 二号钗 |
| 张光北 | 武 田  | 日军梅机关将军                 |        |
| 李 超  | 郭春光 | 十三钗后期实际领导人           |        |
| 李 竹  | 顾雪峰 | 军统上海站站长                 |        |
| 徐百卉 | 徐子晏 | 上海第一交际花，顾雪峰旧情人   | 一号钗 |
| 赵 兆  | 欧阳琴 | 十三钗的军师                   | 三号钗 |
| 鲁冠廷 | 周海萍 | 武器专家                       | 四号钗 |
| 邱 枫  | 齐玉环 | 密电专家                       | 五号钗 |
| 李依馨 | 季月娥 |                                | 七号钗 |
| 孙亚男 | 宫野兰 | 日军梅机关女特务               |        |
| 张 山  | 张玉林 |                                |        |

## 相关
- 剧中十三钗中的女人们各个身怀绝技，她们的对手—日本梅机关也有四位女成员，被形容为“香艳与炮火齐飞”。[4]
- 该剧在2011年四川电视节上卖出300万一集的价格，2012年在江苏、上海、浙江、湖南、广东、河南、黑龙江等九个地方地面频道热播，都拿下同时段冠军。据统计经过地面、卫视两轮播出，已经赚取一个亿[2]。

## 收视率
CSM44城卫视黄金剧场电视剧收視率/山东卫视
资料来源：卫视小露电的微博（页面存档备份，存于）
| 日期     | 集數  | 收視率 | 收視份額 | 同时段排名 |
| -------- | ----- | ------ | -------- | ---------- |
| 12月1日  | 01-03 | 0.587  | 1.48     | 7          |
| 12月2日  | 04-05 | 0.507  | 1.26     | 7          |
| 12月3日  | 06-08 | 0.601  | 1.59     | 7          |
| 12月4日  | 09-11 | 0.653  | 1.76     | 7          |
| 12月5日  | 12-14 | 0.633  | 1.71     | 7          |
| 12月6日  | 15-17 | 0.660  | 1.79     | 5          |
| 12月7日  | 18-19 | 0.512  | 1.30     | 9          |
| 12月8日  | 20-22 | 0.666  | 1.70     | 6          |
| 12月9日  | 23-24 | 0.501  | 1.24     | 9          |
| 12月10日 | 25-27 | 0.661  | 1.76     | 7          |
| 12月11日 | 28-30 | 0.776  | 2.07     | 4          |